# Wentzville
Wentzville é uma cidade localizada no estado americano de Missouri, no Condado de St. Charles.

## Demografia
Segundo o censo americano de 2000, a sua população era de 6896 habitantes.
Em 2006, foi estimada uma população de 20.749, um aumento de 13853 (200.9%).

## Geografia
De acordo com o United States Census Bureau tem uma área de
37,3 km², dos quais 37,3 km² cobertos por terra e 0,0 km² cobertos por água. Wentzville localiza-se a aproximadamente 187 m acima do nível do mar.

## Localidades na vizinhança
O diagrama seguinte representa as localidades num raio de 12 km ao redor de Wentzville.